# Miss Daisy et son chauffeur
 (septembre 2021).
Si vous disposez d'ouvrages ou d'articles de référence ou si vous connaissez des sites web de qualité traitant du thème abordé ici, merci de compléter l'article en donnant les références utiles à sa vérifiabilité et en les liant à la section « Notes et références ».
Pour plus de détails, voir Fiche technique et Distribution.
Miss Daisy et son chauffeur (Driving Miss Daisy) est une comédie dramatique américaine, réalisée par Bruce Beresford, sortie en 1989.
Lauréat de quatre Oscars, dont celui du meilleur film, Miss Daisy et son chauffeur est un succès au box-office nord-américain (9e film ayant rapporté le plus recettes en 1990), totalisant 25 millions d'entrées.

## Synopsis
À la fin des années 1940, miss Daisy, une vieille juive vivant à Atlanta en Géorgie, institutrice à la retraite, se retrouve dans l'incapacité de conduire sans endommager sa voiture.
Son fils, Boolie, patron d'une filature de coton, décide d'embaucher un chauffeur pour sa mère. Hoke, un noir, chrétien, d'environ soixante ans, doux et sympathique, postule et obtient la place. Néanmoins, Boolie prévient Hoke qu'il restera sous son autorité afin de lui éviter d'être congédié pour quelque raison que ce soit, même futile, par sa mère, une femme acariâtre. Au fil du temps, le chauffeur parvient à se rapprocher de sa patronne et c'est ainsi que va se tisser une amitié qui durera 25 ans.
Lorsque miss Daisy devient sénile, elle est placée dans une maison de retraite. Hoke vient lui rendre visite de temps en temps.

## Fiche technique
- Titre : Miss Daisy et son chauffeur
- Titre original : Driving Miss Daisy
- Réalisation : Bruce Beresford
- Scénario : Alfred Uhry d'après sa pièce de théâtre représentée à New York, off-Broadway, en 1987
- Production : Guy East, Lili Zanuck, Jake Eberts, Alfred Uhry, Richard D. Zanuck, David Brown et Robert Doudell
- Musique : Hans Zimmer
- Photographie : Peter James
- Montage : Mark Warner
- Société de production : The Zanuck Company
- Société de distribution : Warner Bros. ( États-Unis), AMLF ( France)
- Budget : 7 500 000 $
- Pays de production :  États-Unis
- Langue : anglais
- Genre : comédie dramatique
- Durée : 100 minutes
- Dates de sortie :
  - États-Unis : 13 décembre 1989
  - France : 13 juin 1990

## Distribution
- Morgan Freeman (VF : Robert Liensol) : Hoke Colburn
- Jessica Tandy (VF : Suzanne Flon) : Daisy Werthan
- Dan Aykroyd (VF : Hervé Pierre) : Boolie Werthan
- Patti Lupone (VF : Annie Balestra) : Florine Werthan
- Esther Rolle (VF : Jenny Alpha) : Idella
- Joann Havrilla (VF : Régine Blaess) : Miss McClatchey
- William Hall Jr. (VF : Med Hondo) : Oscar
- Alvin M. Sugarman (VF : Georges Berthomieu) : le Dr Weil, le rabbin
- Clarice F. Geigerman : Nonie
- Muriel Moore(VF : Paula Dehelly) : Miriam
- Sylvia Kaler (VF : Lucienne Troka) : Beulah
- Carolyn Gold : une voisine
- Crystal R. Fox : Katie Bell
- Bob Hannah : Red Mitchell
- Ray McKinnon (VF : Jacques Bouanich) : un policier
- Ashley Josey : un autre policier
- Jack Rousso : Slick
- Fred Faser : l'agent d'assurance
- Indra Thomas : une chanteuse soliste de gospel
- Dean DuBois : un membre du Commerence Club (non crédité)
- Martin Luther King (VF : Med Hondo) : lui-même (caméo vocal non crédité)
- D. Taylor Loeb : une fille au temple (non créditée)
- Rebecca Sand : Teresa Vetter (Karina en VF) (caméo non crédité)
- Lawrence Weber (VF : Marc de Georgi) : Austin Johnson (caméo non crédité)

## Distinctions

### Oscars 1990
- Meilleur film
- Meilleure actrice pour Jessica Tandy
- Meilleur scénario adapté pour Alfred Uhry
- Meilleurs maquillages
- Nomination du meilleur acteur pour Morgan Freeman
- Nomination du meilleur acteur dans un second rôle pour Dan Aykroyd
- Nomination pour les meilleurs décors
- Nomination pour les meilleurs costumes
- Nomination pour le meilleur montage

### Golden Globes 1990
- Meilleur film musical ou comédie
- Meilleur acteur dans un film musical ou une comédie pour Morgan Freeman
- Meilleure actrice dans un film musical ou une comédie pour Jessica Tandy

### BAFTA 1991
- Meilleure actrice pour Jessica Tandy
- Nomination au meilleur film
- Nomination au meilleur réalisateur
- Nomination au meilleur scénario adapté pour Alfred Uhry

## Autour du film
- Dans la cuisine, Hoke et Idella regardent un épisode de la série The Edge of Night, diffusé le 1er mai 1961.